# Bob van Oven
Bob van Oven (* 19. August 1923 in Djakarta; † 4. Februar 2006 in Dortmund) war ein niederländischer Jazzmusiker (Kontrabassist, Orchesterleiter).
Van Oven zog im Alter von 10 Jahren mit seinen Eltern in die Niederlande; dort lernte er erst Violine und wechselte bald zum Kontrabass. Von 1950 bis 1964 war er Mitglied der Dutch Swing College Band. 1964 ging er für zwei Jahre nach Australien, wo er mit Graeme Bell spielte. Zurück in den Niederlanden spielte er erneut zwei Jahre lang in der Dutch Swing College Band, ab 1968 u. a. bei den New Orleans Syncopators und 1973/74 bei der Harbour Jazz Band. Dann war er wieder mit der Dutch Swing College Band unterwegs, um 1988 noch einmal bei der Harbour Jazz Band zu spielen. Seit 1993 lebte van Oven in Deutschland und leitete seine eigene Band, die Black and Blue Masters, der vor allem niederländische Musiker angehörten. Auch war er an Aufnahmen von Oscar Klein (Moonglow, 1995) beteiligt und trat gelegentlich mit der Ruhr-River-Jazz-Band, der Classic Jazz Company und den Dixie Tramps auf.

## Lexikalische Einträge
- Jürgen Wölfer: Jazz in Deutschland. Das Lexikon. Alle Musiker und Plattenfirmen von 1920 bis heute. Hannibal, Höfen 2008, ISBN 978-3-85445-274-4.